# Millie Brady
Camilla "Millie" Brady (24 de diciembre de 1993) es una actriz y modelo británica. Es más conocida por su actuación en las series de Netflix El último reino y Gambito de dama y en las películas El Rey Arturo: la leyenda de la espada y Leyenda.

## Carrera
Su debut en la actuación fue en Mr. Selfridge. [cita requerida] Luego interpretó a la Princesa Catia en la película de Guy Ritchie El Rey Arturo: la leyenda de la espada, de 2017.  Interpretó magistralmente a la reina de Mercia, Ethelfleda de Wessex en la serie épica The Last Kingdom de 2015.

## Vida personal
En su niñez vivió en Inglaterra. Estudió en la St. Mary Scott's School entre los 11 y los 18 años. Actualmente reside en Hampstead, en el norte de Londres, con su hermana.

## Filmografía
| Año       | Título                                  | Rol                | Notas                             |
| --------- | --------------------------------------- | ------------------ | --------------------------------- |
| 2014      | Mr. Selfridge                           | Violette Selfridge | Rol recurrente (temporada 2)      |
| 2015      | Legend                                  | Joan Collins       | Película                          |
| 2016      | Pride and Prejudice and Zombies         | Mary Bennet        | Película                          |
| 2017-2022 | The Last Kingdom                        | Lady Ethelfleda    | Papel principal; serie de Netflix |
| 2017      | El Rey Arturo: la leyenda de la espada. | Princesa Catia     | Película                          |
| 2018      | Teen Spirit                             | Anastasia          | Película                          |
| 2019      | Intrigo: Samaria                        | Vera               | Película                          |
| 2020      | White House Farm                        | Sally Jones        | Miniserie                         |
| 2020      | Gambito de dama                         | Cleo               | Miniserie de Netflix              |